# Aristotle A. Kallis
Aristotle A. Kallis (1970) es un autor británico especializado en el estudio del fascismo.

## Obra
Es británico. Nacido el 24 de agosto de 1970, es autor de obras como Fascist Ideology. Territory and Expansionism in Italy and Germany 1922–1945 (Routledge,  2000), Nazi Propaganda and the Second World War (Palgrave, 2005), Genocide and Fascism: The Eliminationist Drive in Fascist Europe (Routledge, 2009) y The Third Rome, 1922–43: the Making of the Fascist Capital (Palgrave Macmillan, 2014), entre otras. También ha sido editor de títulos como The Fascism Reader (Routledge, 2003) y Rethinking Fascism and Dictatorship in Europe 1919–1945 (Palgrave Macmillan, 2014), junto a Antonio Costa Pinto.